# 1348
1348 (MCCCXLVIII) a fost un an bisect al calendarului iulian, care a început într-o zi de joi.

## Evenimente
- Moartea neagră (ciuma) se răspândește în vestul Europei.

## Nașteri
- 11 aprilie: Andronic al IV-lea Paleologul  (d. 1385)
- 1 octombrie: Isabella de Valois (1348–1372) contesă de Vertu, ducesă de Milano prin căsătorie (d. 1372)
- dată necunoscută: Nikola Altomanović  (d. ?)
- dată necunoscută: Stibor de Stiboricz  (d. 1414)

## Decese
- 9 iunie: Ambrogio Lorenzetti pictor italian (n. 1290)
- 1 august: Blanche de Valois  (n. 1316)
- 1 iunie: Varlaam Calabrezul  (n. 1290)
- dată necunoscută: Umur Beg  (n. 1309)
- 3 aprilie: Adolf al IX-lea de Berg  (n. 1290)
- 3 iulie: Giovanni Colonna  (n. 1295)
- dată necunoscută: Bartolomeo Camulio pictor italian (n. 1300)